# Lisores
Lisores é uma comuna francesa na região administrativa da Normandia, no departamento Calvados. Estende-se por uma área de 11,76 km². Em 2010 a comuna tinha 272 habitantes (densidade: 23,1 hab./km²).